# Tears of JOY (YUKIのアルバム)
『Tears of JOY』（ティアーズ オブ ジョイ）は、YUKIのソロデビュー20周年を記念してリリースされた初の配信限定シングルコレクション。

## 概要
JUDY AND MARY解散後、ソロで活動してきたYUKIが、2022年にソロデビュー20周年を迎えるにあたり制作された配信限定シングルコレクションである。ベスト・アルバムのリリースは2017年の『すてきな15才』以来およそ5年ぶり。
今作は、配信限定シングルの「ビスケット」「メッセージ」も含んだ、ソロデビュー後リリースされた全シングルが収録されたシングルコレクション。

小ネタ : 2021年に最も使用された顔の絵文字は😂("face with tears of joy")だった。。

## 本作の仕様
本作は配信限定でリリース。iTunes Storeダウンロード特典 : デジタルブックレット

## 収録曲
1. the end of shite
（作詞・作曲・編曲：日暮愛葉）
  - 1stシングル。
  - トヨタ自動車「WiLL VS」CMソング（本人出演）
2. プリズム
（作詞：YUKI　作曲：Andy Sturmer　編曲：Andy Sturmer、John Fields）
  - 2ndシングル。
  - 第63回NHK紅白歌合戦出場(ソロデビュー後初出場)時に歌唱
3. 66db
（作詞・作曲：YUKI　編曲：YUKI、湯浅篤）
  - 3rdシングル。
  - トヨタ自動車「WiLL VS」CMソング
4. スタンドアップ!シスター
（作詞：YUKI　作曲：ナンバキイチロウ　編曲：YUKI、YUKI & PRISMIC YUKI BAND、會田茂一）
  - 4thシングル。
5. センチメンタルジャーニー
（作詞：YUKI　作曲：松浦友也　編曲：曾田茂一）
  - 5thシングル。
6. ハミングバード
（作詞：YUKI、Caravan　作曲：Caravan　編曲：會田茂一　ストリングスアレンジ：斎藤ネコ）
  - 6thシングル。
7. Home Sweet Home
（作詞：YUKI　作曲・編曲：田中ユウスケ　ストリングスアレンジ：弦一徹）
  - 7thシングル。
  - 東宝配給アニメ映画『劇場版 NARUTO -ナルト- 大活劇!雪姫忍法帖だってばよ!!』主題歌、九州電力CMソング。
8. ハローグッバイ
（作詞：YUKI、蔦谷好位置　作曲：蔦谷好位置　編曲：湯浅篤）
  - 8thシングル。
  - 花王「エッセンシャル ダメージケア」CMソング
9. JOY
（作詞：YUKI、蔦谷好位置　作曲・蔦谷好位置　編曲：田中ユウスケ、湯浅篤）
  - 9thシングル。
  - 本曲のMVはSPACE SHOWER MVA 06 BEST VIDEO OF THE YEARを受賞
10. 長い夢
（作詞：YUKI　作曲・編曲：蔦谷好位置）
  - 10thシングル。
  - ソニー・エリクソン・モバイルコミュニケーションズ『au W31S』CMソング
11. ドラマチック
（作詞：YUKI　作曲・編曲：蔦谷好位置　ストリングスアレンジ：弦一徹）
  - 11thシングル。
  - フジテレビ系アニメ『ハチミツとクローバー』オープニングテーマ
  - 映画『ピーチガール』劇中歌
12. 歓びの種
（作詞：YUKI　作曲：蔦谷好位置　編曲：島田昌典　ストリングスアレンジ：弦一徹）
  - 12thシングル。
  - 東宝配給映画『タッチ』主題歌
13. メランコリニスタ
（作詞：YUKI　作曲：蔦谷好位置　編曲：田中隼人）
  - 13thシングル。
  - 花王『エッセンシャル・ダメージケア』CMソング
14. ふがいないや
（作詞：YUKI　作曲：蔦谷好位置　編曲：YUKI & Band ASTRO、玉井健二、湯浅篤）
  - 14thシングル。
  - フジテレビ系アニメ『ハチミツとクローバーII』オープニングテーマ
15. ビスケット
（作詞：YUKI　作曲：蔦谷好位置　編曲：YUKI、TAKIBIE）
  - 配信限定シングル。
  - NTT DoCoMo『N904i』CMソング。CM内では本作のPVの映像も使用された。
16. 星屑サンセット
（作詞：YUKI　作曲：mugen　編曲：YUKI、玉井健二、湯浅篤、mugen　ストリングスアレンジ：弦一徹）
  - 15thシングル。
  - TBS系ドラマ『パパとムスメの7日間』主題歌
17. ワンダーライン
（作詞：YUKI　作曲：野間康介　編曲：YUKI、玉井健二、橋本竜樹　ストリングスアレンジ：弦一徹）
  - 16thシングル。
  - NTT DoCoMo「N905i」CMソング
18. 汽車に乗って
（作詞：YUKI　作曲：大川カズト　編曲：YUKI、玉井健二、大川カズト）
  - 17thシングル。
19. メッセージ
（作詞：YUKI　作曲：蔦谷好位置　編曲：YUKI、TAKIBIE）
  - 配信限定シングル。
  - ロッテ『ガーナミルクチョコレート』CMソング
20. ランデヴー
（作詞：YUKI　作曲：mugen　編曲：YUKI、玉井健二、百田留衣）
  - 18thシングル。
21. COSMIC BOX
（作詞：YUKI　作曲：mugen　編曲：YUKI、百田留衣、玉井健二、湯浅篤）
  - 19thシングル。
  - 東宝配給映画「曲がれ!スプーン」主題歌
22. うれしくって抱きあうよ
（作詞：YUKI　作曲：mugen　編曲：YUKI、玉井健二、百田留衣）
  - 20thシングル。
23. 2人のストーリー
（作詞：YUKI　作曲：飛内将大　編曲：YUKI、玉井健二、百田留衣）
  - 21stシングル。
24. ひみつ
（作詞：YUKI　作曲：大川カズト　編曲：YUKI、玉井健二、百田留衣）
  - 22ndシングル。
25. Hello !
（作詞：YUKI　作曲：HALIFANIE　編曲：YUKI、玉井健二、百田留衣）
26. プレイボール
（作詞：YUKI　作曲：田中秀典　編曲：YUKI、玉井健二、百田留衣）
  - 24thシングル1曲目。
27. 坂道のメロディ
（作詞：YUKI　作曲・編曲：菅野よう子）
  - 24thシングル2曲目。
  - フジテレビ系アニメ『坂道のアポロン』オープニングテーマ。
28. わたしの願い事
（作詞：YUKI　作曲：Agree2　編曲：YUKI、玉井健二、百田留衣）
  - 25thシングル。
  - 松竹配給映画『映画 ひみつのアッコちゃん』主題歌。
29. STARMANN
（作詞：YUKI　作曲：小形誠　編曲：YUKI、玉井健二、百田留衣）
  - 26thシングル。
  - 関西テレビ制作・フジテレビ系ドラマ『スターマン・この星の恋』主題歌
30. 誰でもロンリー
（作詞：YUKI　作曲：give me wallets　編曲：YUKI、玉井健二、百田留衣）
  - 27thシングル。
31. 好きってなんだろう…涙
（作詞：YUKI　作曲：HALIFANIE　編曲：YUKI、玉井健二、百田留衣）
  - 28thシングル1曲目。
32. となりのメトロ
（作詞：YUKI　作曲：NOMSON　編曲：YUKI、玉井健二、百田留衣）
  - 28thシングル2曲目。
  - 東京メトロ「Find my Tokyo.〜メトロでみつかる、わたしの東京『私を満たす豊洲』篇」CMソング (本人出演)
33. tonight
（作詞：YUKI　作曲：AlbatoLuce　編曲：YUKI、玉井健二、百田留衣）
  - 29thシングル。
  - KADOKAWA/松竹配給映画『グラスホッパー』主題歌
34. ポストに声を投げ入れて
（作詞：YUKI　作曲：横山裕章　編曲：YUKI、玉井健二、百田留衣）
  - 30thシングル。
  - 『ポケモン・ザ・ムービーXY&Z ボルケニオンと機巧のマギアナ』主題歌
35. さよならバイスタンダー
（作詞：YUKI　作曲：飛内将大　編曲：YUKI、玉井健二、百田留衣　ストリングアレンジ : 弦一徹）
  - 31stシングル。
  - NHK総合系列TVアニメ『3月のライオン』オープニングテーマソング(第12話～第22話)
36. フラッグを立てろ
（作詞：YUKI　作曲：釣俊輔　編曲：YUKI、玉井健二、百田留衣）
  - 32ndシングル。
  - NHK総合系列TVアニメ『3月のライオン』オープニングテーマソング(第23話～第33話)
37. チャイム
（作詞：YUKI　作曲：HALIFANIE）
  - 配信限定シングル。
38. トロイメライ
（作詞：YUKI　作曲：CHI-MEY 編曲 : YUKI、CHI-MEY）
  - 33rdシングル。
  - 東宝配給映画『コーヒーが冷めないうちに』主題歌。
39. Baby, it's you
（作詞：YUKI　作曲：T-SK・Andrew Choi・Tesung Kim）
  - 34thシングル1曲目。
40. My lovely ghost
（作詞：YUKI　作曲：小木岳司・米澤森人・KISIMEN）
  - 34thシングル2曲目。
41. 鳴り響く限り
（作詞：YUKI　作曲：小形誠 編曲 : 前田佑）
  - 35thシングル。
  - 毎日放送・TBS系列TVアニメ『ダンス・ダンス・ダンスール』オープニングテーマ。
  - アルバム初収録。